# Uroobovella bistellaris
Uroobovella bistellaris es una especie de arácnido del orden Mesostigmata de la familia Urodinychidae.

## Distribución geográfica
Se encuentra en las Islas Marquesas.